# Suzan Giżyńska
Suzan Giżyńska (ur. 1972 w Krakowie) – niezależna reżyserka i copywriterka, twórczyni, uchodzących za kontrowersyjne, akcji społecznych (m.in. „Zespół Downa. Zrozum i daj mi żyć” dla Olimpiady Specjalne Polska) oraz spotów reklamowych (dla Małopolski, marki Bartek, a także dla Frosty, Aqua Slim czy Wyborowej). Zanim zaczęła pracować jako wolny strzelec zajmowała kierownicze stanowiska w dużych agencjach reklamowych (DDB Warszawa oraz Young & Rubicam). Wielokrotnie nagradzana, zdobyła m.in. nominację w konkursie Golden Arrow w 2014 r., pierwsze miejsce za film dokumentalny dotyczący Gdańska na Hannover Festival. Jej kampanie zostały również nagrodzone w konkursach: KTR 2010, Złote Orły 2006 oraz Kreatura 2006. Suzan Giżyńska jest założycielką agencji reklamowych: Bed and Breakfest oraz Made by Suzan.